# Девочкино (Брянская область)
Девочкино (Девочкина, Девиченка) — деревня в Дубровском районе Брянской области, в составе Рековичского сельского поселения. Расположена в 2,5 км к востоку от железнодорожной станции Рековичи. Население — 2 человека (2010).

## История
Упоминается с XVII века в составе Подывотского стана Брянского уезда. В XVIII веке — владение князей Голицыных, в XIX веке — графов Олсуфьевых. Входила в приход села Голубеи. С 1861 по 1924 входила в Салынскую волость Брянского (с 1921 — Бежицкого) уезда; позднее в Дубровской волости, Дубровском районе (с 1929). До 2005 года в Рековичском сельсовете (в 1954—1966 временно входила в Давыдченский сельсовет).